# Disc golf
O Disc golf, tendo sua tradução literal para o português como "Golfe de Disco", é um esporte originário da América do Norte e conhecido internacionalmente como "Disc Golf" ou "Frisbee Golf". 

## O jogo
O Disc Golf é jogado como o jogo de golfe tradicional, porém ao invés de tacos de golfe e bolas, os jogadores usam um disco plástico (frisbee) destinado ao arremesso. O esporte foi formalizado nos anos 70 e compartilha com o golfe tradicional o objetivo de acertar cada buraco com o menor número possível de tacadas (ou no caso do “golfe de disco”, com o menor número possível de arremessos). O esporte atualmente é regido por 2 organizações oficiais, a Professional Disc Golf Association PDGA, e a World Flying Disc Federation. Em 2015, o Comitê Olímpico Internacional reconheceu oficialmente os esportes de Disco e em breve poderemos contar com Disc Golf nas Olimpíadas.

## O Esporte no Brasil
O esporte ainda é pouco praticado no Brasil. Porém em 2016, o Brasil conseguiu juntar um time de jogadores profissionais de brasileiros e participaram do primeiro Torneio Mundial de Times de Disc Golf, o 2016 WFDF/PDGA Team Disc Golf World Championships, ficando em sexto lugar.  
Em 2017, a Disc Golf Brasil, em conjunto com a Professional Disc Golf Association (PDGA) e o Condominio Colinas do Piracicaba, instalaram o primeiro campo oficial com 18 buracos em Piracicaba/SP.  
Contando com o apoio dos principais orgãos do esporte, a PDGA e a WFDF, e Federação Paulista de Disco, o Brasil foi reconhecido como uma nova Associação. O esporte começa a ganhar mais presença na América Latina. 
O Primeiro campeonato nacional foi realizado em Junho de 2017, e contou com a presença de jogadores muitos países. Adriano Reche Medola foi coroado o primeiro campeão brasileiro no profissional.

## Campeões do Torneio Nacional DISC GOLF BRASIL OPEN[5]
Lista de todos os campeoes do Torneio Aberto Brasileiro de Disc Golf, o "Disc Golf Brasil Open", realizado pela Disc Golf Brasil.          
| Campeões Brasileiros de Disc Golf - Categoria Profissional | Campeões Brasileiros de Disc Golf - Categoria Profissional | Campeões Brasileiros de Disc Golf - Categoria Profissional |
| Ano                                                        | Campeão Profissional                                       | Vice-Campeão Profissional                                  |
| ---------------------------------------------------------- | ---------------------------------------------------------- | ---------------------------------------------------------- |
| 2024                                                       | Adriano Reche Medola                                       | Chris Nordmann                                             |
| 2023                                                       | Kairo Fracassi                                             | Chris Nordmann                                             |
| 2022                                                       | Chris Nordmann                                             | Adriano Reche Medola                                       |
| 2021                                                       | Kairo Fracassi                                             | Adriano Reche Medola                                       |
| 2019                                                       | Tapani Aulu                                                | Radwyn Sawer                                               |
| 2017                                                       | Adriano Reche Medola                                       | Otavio Rey Da Silva Martins                                |

| Campeões Brasileiros de Disc Golf - Categoria Amador | Campeões Brasileiros de Disc Golf - Categoria Amador | Campeões Brasileiros de Disc Golf - Categoria Amador |
| Ano                                                  | Campeão Amador                                       | Vice-Campeão Amador                                  |
| ---------------------------------------------------- | ---------------------------------------------------- | ---------------------------------------------------- |
| 2024                                                 | Sergio Sho Tokuhisa                                  | Rodrigo Aparecido Paschoal                           |
| 2023                                                 | Yuri Rocha Kajimoto                                  | Andre Fracassi                                       |
| 2022                                                 | Oscar Mauricio Hernandez Leon                        | Gabriel Machado                                      |
| 2019                                                 | Luiz Carlos de Freitas                               | Bruno Nakamura                                       |
| 2017                                                 | Marcelo Tachella                                     | Daniel Reche Medola                                  |

| Campeões Brasileiros de Disc Golf - Categoria Amador Feminino | Campeões Brasileiros de Disc Golf - Categoria Amador Feminino | Campeões Brasileiros de Disc Golf - Categoria Amador Feminino |
| Ano                                                           | Campeã Amadora                                                | Vice-Campeã Amadora                                           |
| ------------------------------------------------------------- | ------------------------------------------------------------- | ------------------------------------------------------------- |
| 2024                                                          | Daniela Issa                                                  |                                                               |
| 2022                                                          | Daniela Issa                                                  |                                                               |
| 2021                                                          | Daniela Issa                                                  |                                                               |
| 2019                                                          | Taija Laakso                                                  | Daniela Issa                                                  |
| 2017                                                          | Andréia Fukuda                                                | Maelly Gava                                                   |